# Saud bin Naif

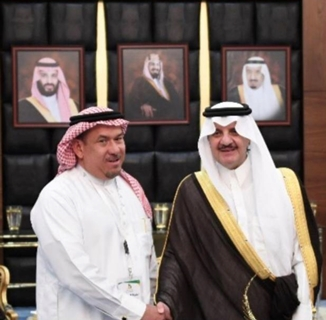
Saud bin Naif Al Saud (rechts) im Jahr 2022

Prinz Saud bin Naif bin Abdulaziz Al Saud (arabisch سعود بن نايف بن عبد العزيز آل سعود, DMG Saʿūd b. Nāyif b. ʿAbd al-ʿAzīz Āl Saʿūd; * 1956) ist ein saudi-arabischer Politiker und Mitglied des Hauses Saud. Er ist seit 2013 Gouverneur der Provinz asch-Scharqiyya. Der ehemalige Kronprinz Mohammed bin Naif ist sein Vollbruder.

## Leben
Saud wurde 1956 als Sohn des späteren Kronprinzen Naif bin Abdulaziz geboren. Seine Mutter, al-Jawhara bint Abdulaziz, stammt aus dem Jiluwi-Zweig der Saudi-Dynastie. Er ist ein älterer Vollbruder des ehemaligen Kronprinzen Mohammed bin Naif und ein Onkel von Turki bin Mohammed bin Fahd, einem Sohn seiner Halbschwester Jawahir.
Er hat einen Bachelorabschluss in Wirtschaftswissenschaften von der University of Portland in den USA.
Von 2003 bis 2011 war Saud Botschafter seines Landes in Spanien. Vorher diente er unter anderem seinem Vater als Berater. 2013 wurde er zum Gouverneur der Provinz asch-Scharqiyya ernannt.

## Familie
Saud ist Vater von drei Töchtern und zwei Söhnen. Seine Ehefrau und Cousine Abir bint Faisal bin Turki bin Abdullah bin Saud Al Saud ist mütterlicherseits eine Enkelin Ibn Sauds. Der gemeinsame Sohn Abdulaziz bin Saud ist seit 2017 Innenminister Saudi-Arabiens.